# Strandella quadrimaculata
Strandella quadrimaculata är en spindelart som först beskrevs av Toshio Uyemura 1937.  Strandella quadrimaculata ingår i släktet Strandella och familjen täckvävarspindlar. Inga underarter finns listade i Catalogue of Life.